# Citadellstraße 7

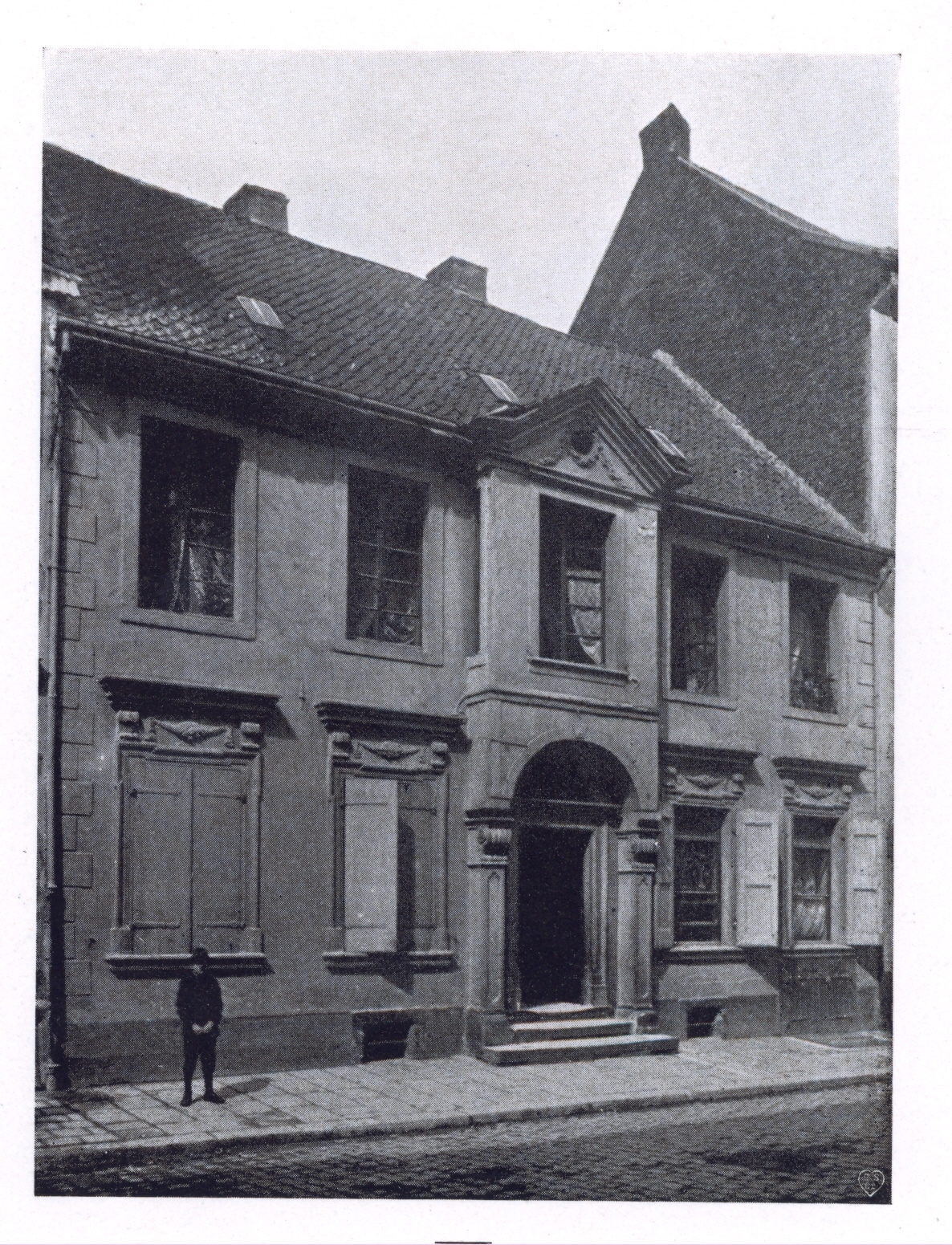
Fassade, 1900

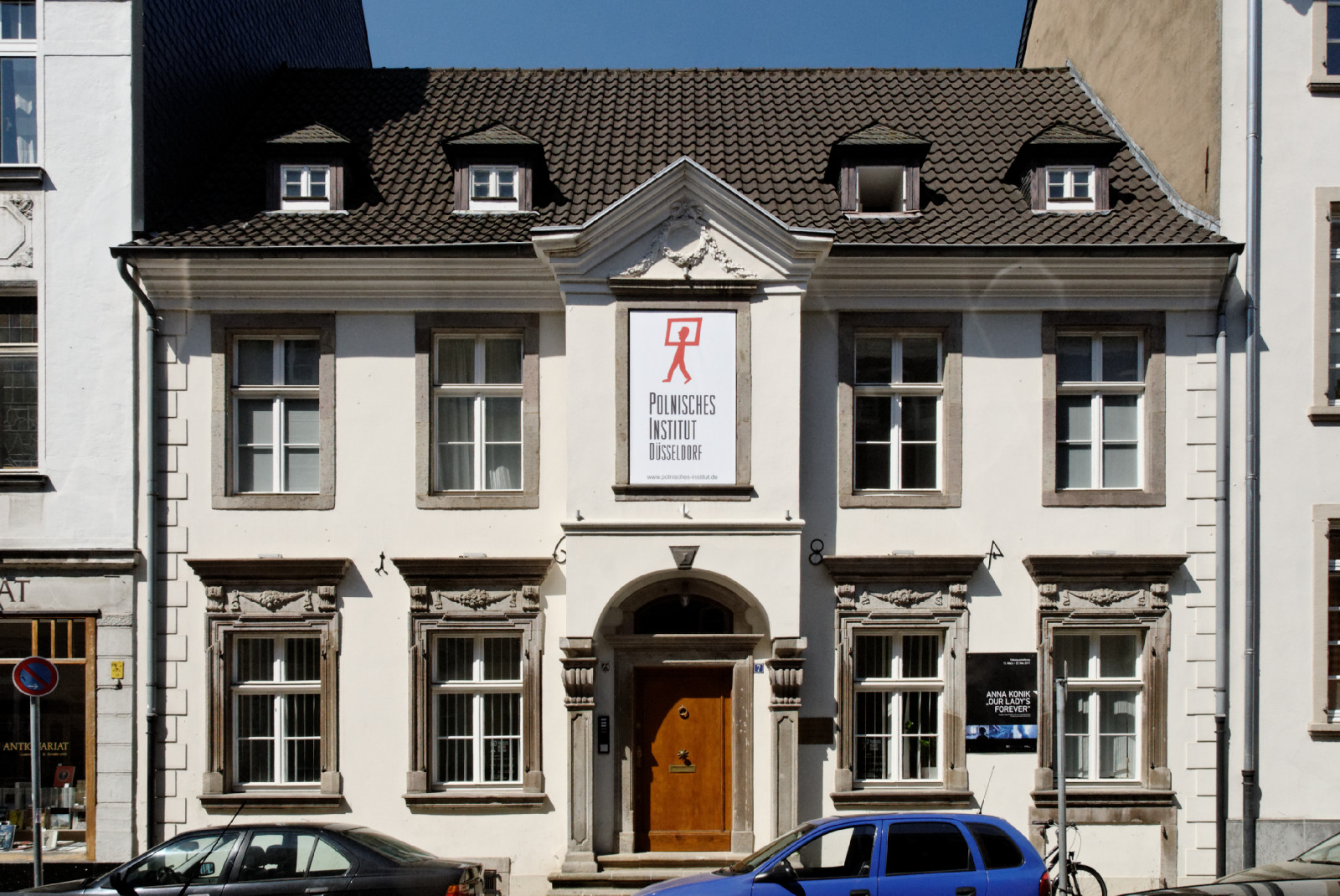
Fassade, 2011

Das Haus  Citadellstraße 7  in Düsseldorf ist ein denkmalgeschütztes Gebäude.

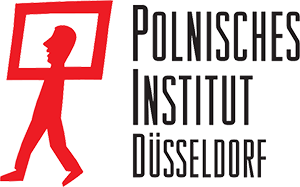
Polnisches Institut Düsseldorf

## Geschichte
1684 wurde das Haus von dem kurfürstlichen Kammerfourier Johann Georg Geinier erbaut. 1779 erwarb das Gebäude der Hofrat Daniels. Dieser ließ das Haus im Stil des Barock dekorieren. Ende des 18. Jahrhunderts wurde der Bau modernisiert. Im Rahmen einer aufwändigen Sanierung von 1979 bis 1980 wurden die Kellergewölbe ausgebaut. 1993 wurde das Haus erneut restauriert, seitdem beherbergt es das Polnische Institut Düsseldorf.

## Beschreibung
Das zweigeschossige verputzte Haus mit Hofflügel ist Teil der westlichen Blockrandbebauung der Citadellstraße. Die Schaufassade ist fünf Achsen breit. Die Fensterstürze der Erdgeschosszone zeigen Frucht- und Blütengebinde. In der mittleren Achse befindet sich der Eingang, der von Pfeilern mit Volutenkapitellen flankiert wird. Auf den Pfeilern ruht ein Rundbogen, der das Oberlicht des Turstürzes aufnimmt. Darüber befindet sich ein übergiebelter Risalit. Der Risalit selbst wird horizontal von einem Gesims geteilt. Im Giebelfeld des Risaliten befindet sich ein schmückender Lorbeerkranz.

## Kunstgeschichtliche Bedeutung
Während Paul Sültenfuß die wertvolle Innenarchitektur bemerkt, würdigt Josef Kleesattel die Fassade.
Jörg Heimeshoff bemerkt zwar die original erhaltene Innenarchitektur des Hauses; erwähnt aber keinerlei künstlerische Herkunft derselben:

„Die architekturgebundene Ausstattung des 18. Jahrhunderts ist im Inneren fast vollständig erhalten. Hierzu zählen die reich verzierten Stuckdecken, Ofennischen mit Medaillonschmuck, Wandgliederungen und die barocke Treppenanlage.“

Die Stuckdekoration wird bei Paul Sültenfuß konkretisiert. Sültenfuß schreibt sie einem barocken Stil zu, der unter dem Einfluss der Stuckverzierung von Schloss Benrath und des Düsseldorfer Residenzschlosses stand:

„Diese Stuckarbeiten wie die im Hause Ritterstraße 16 haben nicht mehr die breitlappige barocke Formengebung wie die unter dem Einfluss der Stuckverzierung von Schloss Benrath stehenden Kamine und Decken der Häuser Altestadt 14 und Citadellstraße 7. Bei dem reizvollen Spiel von Ranken, Putten, Vasen, Medaillons, weiblichen Figuren und Leistenwerk, die auch bei den Stuckdecken Citadellstr. 2 im Kloster der Franziskaner wiederkehren, darf man vielleicht an die zahlreichen Stuckkünstler denken, die Johann Wilhelms Jagdschloss zu Bensberg und sein Stadtschloss auf dem Burgplatz geschmückt haben. Aber im einzelnen Künstler aufzuführen, ist einstweilen noch nicht möglich.“

Paul Sültenfuß beschreibt ausführlich die Treppendekoration in Düsseldorf. Er führt dabei als Beispiel die Treppe im Haus Citadellstraße 7 auf.

„Auf die Anlage der Treppenhäuser und ihren künstlerischen Schluss […] möchte ich nur darauf hinweisen, von welcher früher gar nicht gekannten Bequemlichkeit der Treppenlauf der geräumigen Treppenhäuser geworden ist, wie schön und exakt die Zeichnung der Profile der Baluster, Geländer und Pfosten, vor allem, wie der neue künstlerische Reichtum, den Johann Wilhelms Hof um sich sammelte, sich in dem Schmuck von Delphinen oder Voluten an den Anfangspfosten der Treppen der Wohnhäuser widerspiegelt. Man vergleiche die Treppen Citadellstraße 7, im Rathaus und die Hoftreppe Citadellstr. 5. […].“